# Mathod
Mathod je obec v západní (frankofonní) části Švýcarska, v kantonu Vaud, v okrese Jura-Nord vaudois. Žije zde 612 obyvatel.

## Geografie
Mathod leží v nadmořské výšce 445 m, vzdušnou čarou 6 km západně od okresního města Yverdon-les-Bains. Vesnice se rozkládá na severním okraji roviny Orbe, na úpatí kopců a náhorních plošin před pohořím Jura, na výstupu z údolí řeky Mujon, ve střední části kantonu Vaud.
Katastr obce o velikosti 6,6 km² zahrnuje část severní části Vaudské plošiny. Většinu území zabírá zemědělsky intenzivně využívaná rovina Orbe. Na jihu sahá katastr Mathodu přes odvodňovací kanál Canal Occidental až za kanál řeky Thielle. Na západě se obec rozprostírá až k lesu Bois de Vuavre (do výšky 510 m n. m.). Severní část zahrnuje údolí dolního Mujonu a sahá do široké údolní nížiny Bey mezi jurskou náhorní plošinou a Mont de Chamblon. Severně od Mathodu, na úrovni jurské náhorní plošiny, pod statkem Les Troncs v nadmořské výšce 534 m n. m., se nachází nejvyšší bod obce. V roce 1997 tvořily 6 % rozlohy obce zastavěné plochy, 8 % lesy a háje, 85 % zemědělská půda a necelé 1 % neproduktivní půda.
K Mathodu patří osady Le Moulin (448 m n. m.) v údolí Mujon, Les Vernes (437 m n. m.) uprostřed roviny Orbe severně od Thielle a několik samostatných statků. Sousedními obcemi Mathodu jsou na severu Champvent, na východě Suscévaz, na jihovýchodě Épendes, na jihovýchodě Orbe, na jihu Valeyres-sous-Rances a na západě Rances.

## Historie
Obec je poprvé zmiňována v roce 1141 jako Mastod.
Od středověku patřil Mathod k panství Champvent. Na počátku 14. století přešel do rukou pánů z La Mothe. Po dobytí kantonu Vaud Bernem v roce 1536 přešel Mathod pod správu panství Yverdon. Po pádu Staré konfederace patřila obec v letech 1798–1803 v období Helvétské republiky ke kantonu Léman, který se poté s platností mediační ústavy stal součástí kantonu Vaud. V roce 1798 byla přidělena k okresu Yverdon. Do roku 1811 patřila osada Saint-Christophe k Mathodu, poté byla připojena k obci Champvent. Do 31. srpna 2006 byla obec součástí okresu Yverdon, od 1. září 2006 se stala součástí nového okresu Jura-Nord vaudois.

## Obyvatelstvo
| Rok            | 1764 | 1803 | 1850 | 1900 | 1950 | 2000 |
| Počet obyvatel | 229  | 350  | 382  | 358  | 368  | 459  |

Počet obyvatel obce má rostoucí tendenci. V roce 2000 hovořilo 90,6 % obyvatel obce francouzsky. Ke švýcarské reformované církvi se hlásí 62,3 % obyvatel, k církvi římskokatolické 20 % obyvatel.

## Hospodářství
Mathod byl až do druhé poloviny 20. století vesnicí, která se zabývala převážně zemědělstvím. I dnes má zemědělství (zejména pěstování zeleniny) a ovocnářství významný podíl na struktuře zaměstnanosti obyvatelstva. Na jižních svazích nad vesnicí se od roku 1981 opět pěstuje víno. Další pracovní místa jsou k dispozici v malém průmyslu a ve službách. V posledních desetiletích se Mathod také stal rezidenční obcí. Mnoho pracujících proto dojíždí za prací, zejména do Yverdonu.

## Doprava
Obec má dobré dopravní spojení. Leží na hlavní silnici z Yverdonu do Orbe. Sjezd z dálnice A9, otevřené v roce 1989, se nachází asi 4 km od centra obce. Kromě toho se na severovýchodě ve vzdálenosti 5 km nachází křižovatka Yverdon-Ouest na dálnici A5 (Yverdon–Grandson) otevřenou v roce 1984. Mathod je napojen na síť veřejné dopravy autobusovou linkou, která jezdí z Yverdonu do Orbe.

## Pamětihodnosti
Zámek Mathod je na seznamu Švýcarského kulturního dědictví.

## Fotogalerie

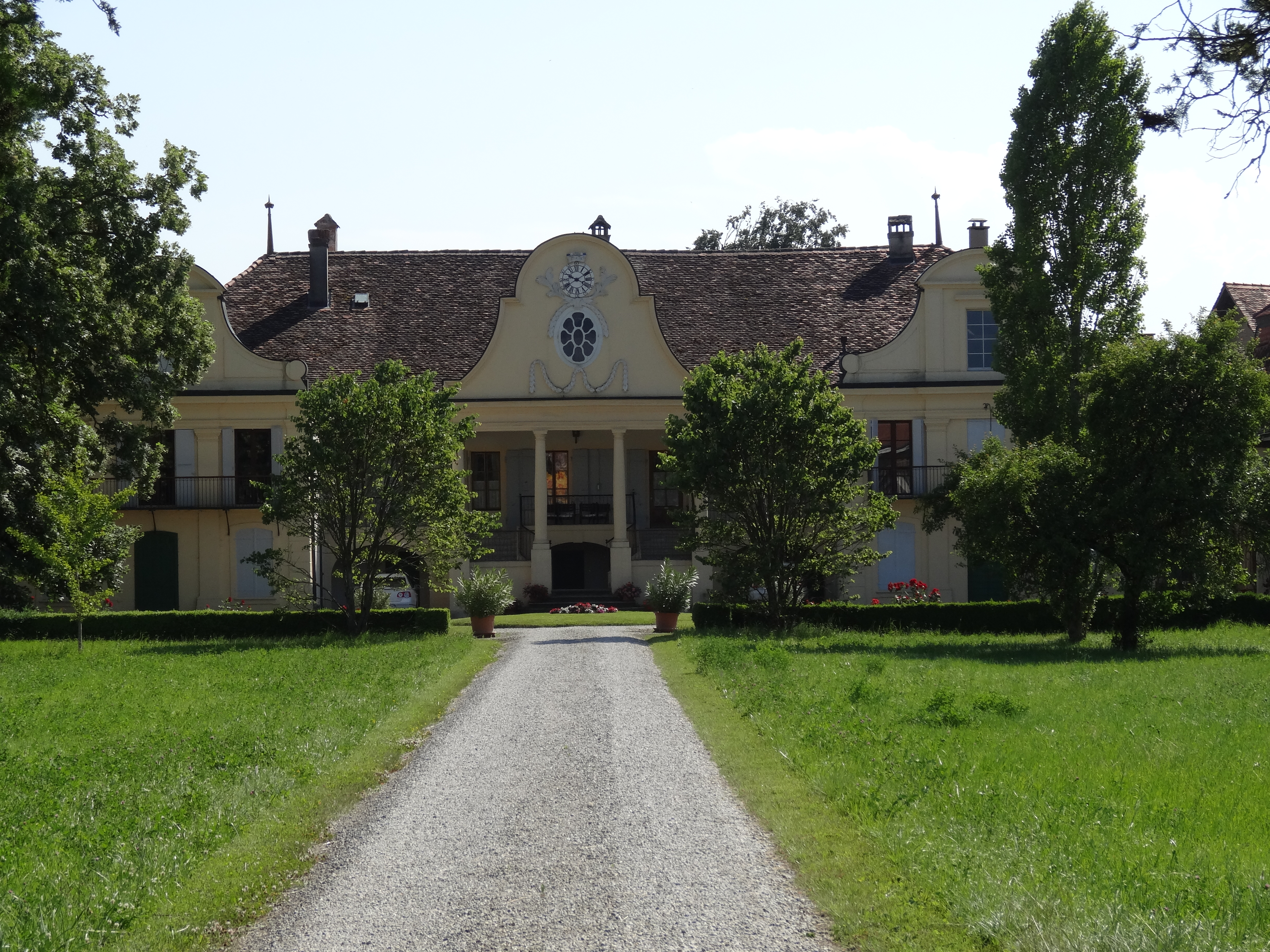
Zámek Mathod
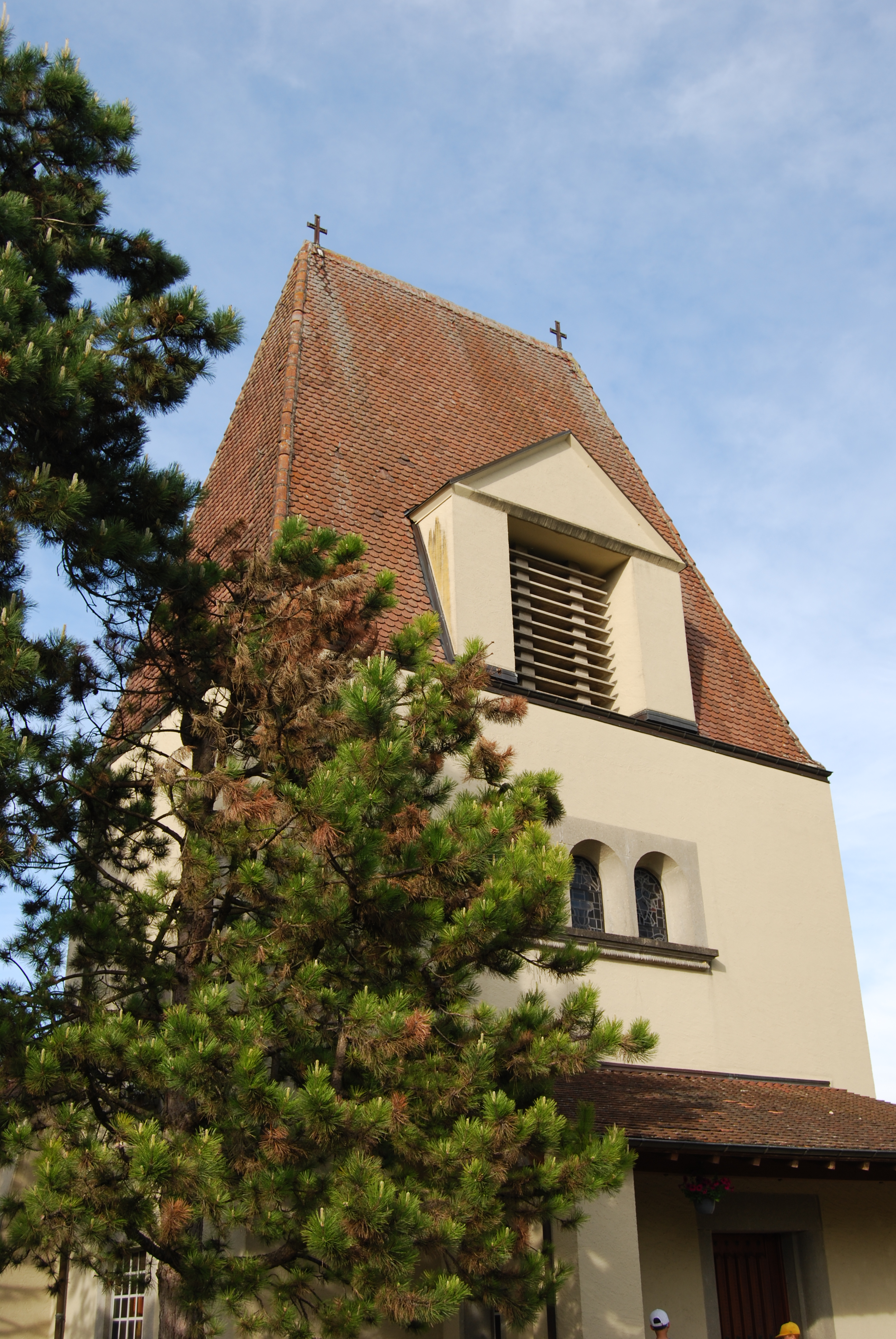
Kostel
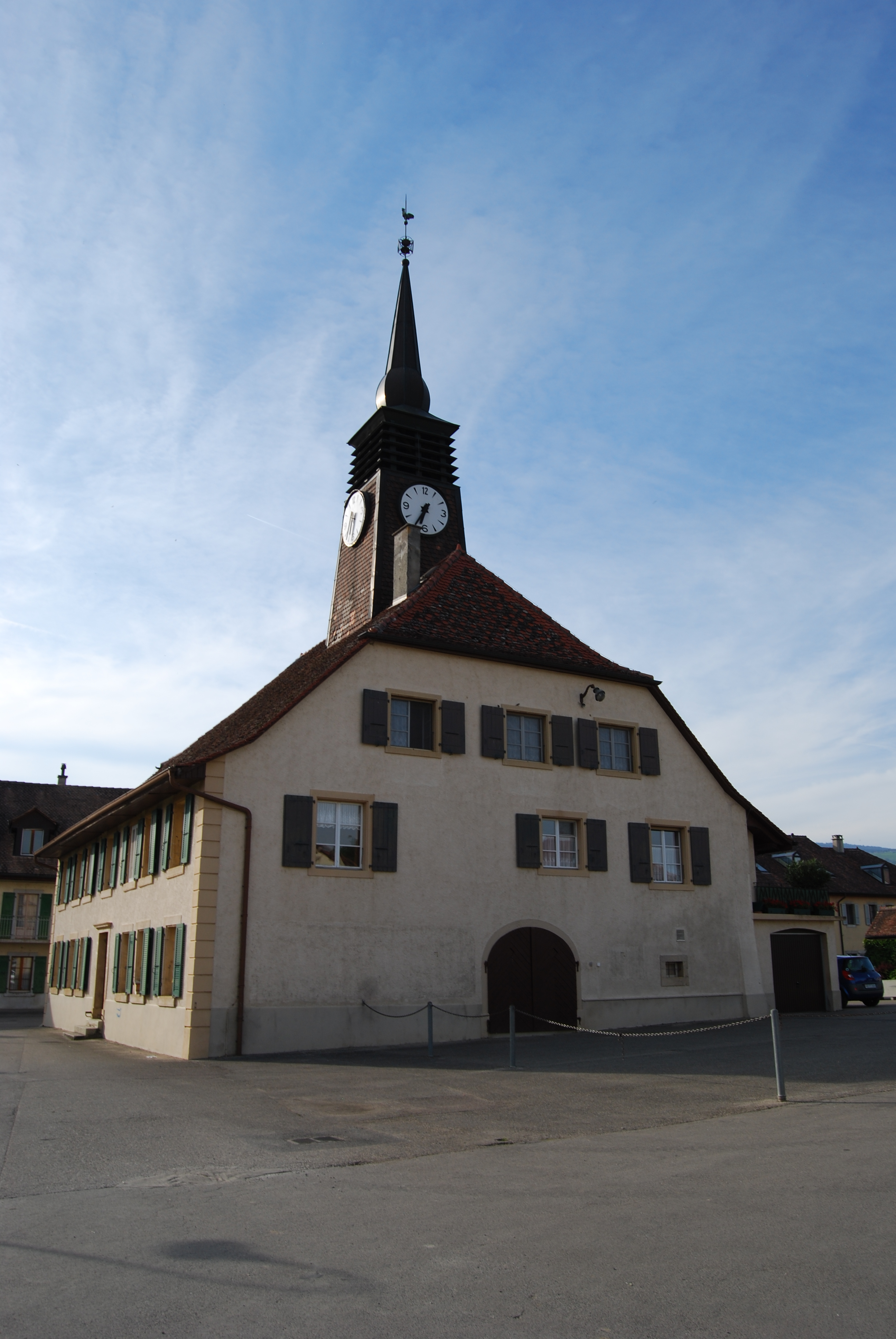
Mathod